# Colle Umberto
Colle Umberto es una localidad y comune italiana de la provincia de Treviso, región de Véneto, con 4.572 habitantes.

## Evolución demográfica
| Gráfica de evolución demográfica de Colle Umberto entre 1861 y 2001 |
|                                                                     |
| Fuente ISTAT - elaboración gráfica de Wikipedia                     |